# Allsvenskan (Unihockey)
Die Allsvenskan ist seit 2010 die zweithöchste Spielklasse im Unihockey in Schweden.

## Modus
Die Hauptrunde wird als doppelte Round Robin ausgetragen. Die ersten beiden Teams der Hauptrunde qualifizieren sich direkt für das Play-off-Halbfinale, die Teams auf den Plätzen 3 bis 6 bestreiten zunächst das Play-off-Viertelfinale. Die beiden Halbfinalsieger steigen in die Svenska Superligan (SSL) auf. Die drei schlechtesten Teams der Hauptrunde steigen in die 1. Division ab.

## Teams 2024/25
Absteiger aus der SSL:
- Hagunda IF
- Karlstad IBF

bislang Allsvenskan Norra:
- Visby IBK
- Sundsvall FBC
- IK Sirius IBK
- Skälby Sharks

bislang Allsvenskan Södra:
- Hovslätts IK
- FBC Lerum
- Strängnäs IBK
- IBK Lund Elit
- Fagerhult Habo IB

Aufsteiger aus der Division 1:
- Hässelby SK IBK

## Geschichte
Die Saison 2024/25 ist die erste mit einer eingleisigen Allsvenskan, bis dahin wurde sie zweigleisig mit einer Nordstaffel (Allsvenskan Norra) und einer Südstaffel (Allsvenskan Södra) ausgetragen, die jeweils ebenfalls 12 Teilnehmer hatten.

### Ewige Tabelle der zweigleisigen Allsvenskan (2010–2024)

#### Allsvenskan Norra
1. Gävle GIK, 349 Punkte
2. Djurgården Innebandy, 340 Punkte
3. Team Thorengruppen SK, 339 Punkte
4. Salems IF, 323 Punkte
5. Strängnäs IBK, 262 Punkte

#### Allsvenskan Södra
1. Karlstad IBF, 466 Punkte
2. Lindås IBK, 454 Punkte
3. Fagerhult Habo IBK, 446 Punkte
4. Warberg IC, 317 Punkte
5. Lillån IBK, 259 Punkte